# Danny McBride
Daniel Richard 'Danny' McBride (Statesboro, 29 december 1976), is een Amerikaans acteur, komiek en scenarioschrijver. Hij werd zowel in 2009 als 2010 genomineerd voor een Satellite Award voor zijn hoofdrol als Kenny Powers in de door hemzelf geschreven komedieserie Eastbound & Down. McBride maakte in 2003 zijn film- en acteerdebuut als Bust-Ass in de romantische dramafilm All the Real Girls.

## Filmografie
*Exclusief televisiefilms
- Arizona (2018)
- Alien: Covenant (2017)
- The Disaster Artist (2017)
- Sausage Party (2016, stem)
- Rock the Kasbah (2015)
- Aloha (2015)
- Don Verdean (2015)
- This Is the End (2013)
- As I Lay Dying (2013)
- 30 Minutes or Less (2011)
- Kung Fu Panda 2 (2011, stem)
- Your Highness (2011)
- Due Date (2010)
- Despicable Me (2010, stem)
- Up in the Air (2009)
- Land of the Lost (2009)
- Observe and Report (2009)
- Fanboys (2009)
- Tropic Thunder (2008)
- Pineapple Express (2008)
- Drillbit Taylor (2008)
- The Heartbreak Kid (2007)
- Superbad (2007)
- Hot Rod (2007)
- The Foot Fist Way (2006)
- All the Real Girls (2003)

## Televisieseries
*Exclusief eenmalige gastrollen
- The Righteous Gemstones - Jesse Gemstone (2019, negen afleveringen)
- Vice Principals - Neal Gamby (2016-2017, achttien afleveringen)
- Eastbound & Down (2009-2013, 29 afleveringen)
- Good Vibes - Ms. Teets (2011, twaalf afleveringen)

## Privé
McBride trouwde in 2010 met productieassistente Gia Ruiz, met wie hij in 2011 zoon Declan George McBride kreeg.

## Trivia
- McBride speelde in zowel Superbad (2007), Pineapple Express (2008), Fanboys (2009), Observe and Report (2009), Kung Fu Panda 2 (2011) als This Is the End (2013) samen met Seth Rogen, die in 2012 bovendien een gastrolletje had in een aflevering van Eastbound & Down.
- McBride speelde in zowel Pineapple Express (2008), Your Highness (2011), As I Lay Dying (2013) als This Is the End (2013) samen met James Franco.

- Bibsys: 9035373
- Biblioteca Nacional de España: XX4903706
- Bibliothèque nationale de France: cb159658002 (data)
- Gemeinsame Normdatei: 138215588
- International Standard Name Identifier: 0000 0001 1449 2243
- Library of Congress Control Number: no2009129975
- MusicBrainz: 33949d86-a303-45a6-a703-8f794aac1df7
- Nationale Bibliotheek van Polen: a0000002630179
- Système universitaire de documentation: 166467154
- Virtual International Authority File: 79225911
- WorldCat: E39PBJkdkBBfjyWM8mgkDtQTHC